# Alexander Mackenzie (advogado)
Sir Alexander Mackenzie (Kincardine, 30 de junho de 1860 - Kincardine, 12 de julho de 1943) foi um advogado e empresário canadense. Atuou durante muitos anos no Brasil ao lado de Percival Farquhar e F. S. Pearson. O Edifício Alexander Mackenzie em São Paulo carrega seu nome.

## Biografia
Nasceu em Kincardine, Ontario no Canadá. Era filho de um fazendeiro escocês.
Em 1883 começou a trabalhar como advogado.
Em 1899, a firma de advocacia de Zebulon Aiton Lash o mandou para o Brasil investigar a firma de bondes a tração animal que o magnata das ferrovias canadenses, William Mackenzie, se interessava de comprar. Seus donos, os sócios Souza e Gualco, não tinham o capital para eletrificar suas concessões. Sua missão era para durar seis meses mas Alexander ficou trinta anos; aprendeu português e estudou as leis brasileiras. A partir dessa compra se constituiu a São Paulo Tramway, Light and Power Company, popularmente conhecida como Light. 
Em 1900 chegou ao Brasil o engenheiro Frederick Stark Pearson para construir a usina de Parnaíba com trinta seis mil h.p.
Em 1904 Alexander participou, junto de Percival Farquhar e Frederick Pearson, de outra iniciativa de William Mackenzie: a formação da Rio de Janeiro Light and Power Company.
Em 1912, essas duas empresas se fundiram para formar a Brazilian Traction, que era o maior investimento canadense da época.
Quando seu sócio Pearson morreu no naufrágio do Lusitania em 1915, Alexander se tornou presidente da Brazilian Traction.
Em 1919 foi condecorado como cavalheiro e passou a ser chamado de "sir".
Aposentou-se em 1928. Faleceu na sua cidade natal em 1943.